# Paul Obiefule
Paul Obiefule (født 15. maj 1986 i Owerri) er en nigeriansk fodboldspiller, der spiller for Holstebro Boldklub.

## Karriere

### Viborg FF
Obiefule kom til europæisk fodbold i sommeren 2004, da han som 18-årig underskrev en 3-årig kontrakt med den danske klub Viborg FF, der på daværende tidspunkt spillede i Superligaen. I Nigeria havde han spillet for Heartland F.C. (Iwuanyanwu Nationale) og Viborg FFs tidligere samarbejdsklub J.C. Raiders FC i byen Jos.
Han fik debut i Superligaen den 25. juni 2004 på Herfølge Stadion, da han i 67' minut blev indskiftet i Viborg FFs udekamp mod Herfølge Boldklub. I Superligaen 2004-05 spillede han i alt 8 kampe for VFF, hvoraf de 6 var som indskifter. I den efterfølgende sæson var Obiefule med i startopstillingen 5 gange, udskiftet 3 gange, indskiftet 13 gange og i Viborg FFs udesejr over FC Midtjylland den 15. august 2005 fik han direkte rødt kort. På grund af den manglende spilletid i Viborg, gav træner Ove Christensen den franske klub FC Metz tilladelse til at Paul Obiefule i november 2005 måtte deltage i én uges prøvetræning i Frankrig, og efterfølgende kunne støde til den nigerianske landsholdstrup der skulle spille mod Rumænien i Bukarest. Efter landskampen vendte han tilbage til Viborg uden en kontrakt med FC Metz.
Den 24. maj 2007 spillede Obiefule sin sidste kamp i Superligaen, da han spillede hele kampen for VFF i 3-2 sejren over OB på udebane. I alt spillede han 40 kampe i Superligaen og 6 kampe i Pokalturneringen for Viborg FF. Efter 3 sæsoner i klubben fik han ikke sin kontrakt forlænget, og Paul Obiefule forlod dansk fodbold i juli 2007.

### FK Lyn
26. juli 2007 underskrev Obiefule en 1-årig kontrakt med den norske Tippeliga-klub FK Lyn. Efter at flere norske klubber havde vist interesse for midtbanespilleren, valgte Obiefule at forlænge samarbejdet med Lyn og underskrev i september 2008 en 3-årig kontrakt. Året efter kom klubben i store økonomiske problemer og de var tvunget til at sælge ud af spillertruppen for at undgå en konkurs. Paul Obiefule var en af de højest lønnede i klubben, og han var derfor en af de første der fik lov til at finde en anden klub. Efter at hans agent havde været i dialog med den skotske klub Aberdeen FC, valgte Obiefule i december 2009 at underskrive en kontrakt med Hønefoss BK.

### Hønefoss BK
Klubben fra Hønefoss var lige rykket op i Tippeligaen, og noget overraskende underskrev Paul Obiefule 15. december 2009 en 3-årig kontrakt med Hønefoss BK. Holdet startede fint i Tippeligaen 2010 og var ubesejret på hjemmebane fra april til august, men med kun 8 ud af 35 point på udebane rykkede Hønefoss ned i 1. division, da de manglede 7 point op til SK Brann over nedrykningsstregen.. Det blev ikke til meget spilletid til Obiefule i slutningen af sæsonen.
Efter en afslutning på sæsonen uden megen spilletid for Obiefule, gav Hønefoss direktør Rolf-Magne Walstad i december 2010 tilladelse til at spilleren kunne tage til prøvetræning hos den engelske The Championship klub Leicester City F.C., der var havde svenskeren Sven-Göran Eriksson som manager.

### KuPS
I vinterpausen 2011/12 skiftede Obiefule til den finske klub KuPS

### Assyriska
I marts 2013 indgik Obiefule en tre-årig kontrakt med den svenske klub Assyriska Föreningen.

### Holstebro Boldklub
I august 2015 lavede Paul Obiefule en aftale med den danske klub Holstebro Boldklub.

## Landshold
Som 18-årig havde Obiefule allerede spillet 6 kampe for Nigerias fodboldlandshold på grund af han havde deltaget i LG tournament 2004 i Lagos. I 2006 var han med i Nigerias trup til African Nations Cup i Egypten, da holdet vandt bronzemedaljer. Obiefule fik ingen spilleminutter i turneringen.